# Dittatura militare
Una dittatura militare è una forma di governo autoritaria in cui il potere politico è detenuto da leader militari (tipicamente ufficiali delle forze armate). Come tutte le dittature quella militare può essere dichiarata ufficialmente o non esserlo, ovvero alcuni dittatori militari sono formalmente subordinati ad un governo civile o no. Esistono anche forme intermedie, in cui i vertici delle forze armate esercitano una fortissima influenza nel Paese, senza però reprimere del tutto le libertà democratiche.

## Organizzazione
Alcune dittature militari sono guidate da un organo collegiale, che nei paesi latinoamericani è tradizionalmente denominato giunta (dallo spagnolo "junta", 'comitato', 'consiglio'), composto dai militari delle varie forze armate di rango più elevato. Altre dittature militari sono interamente nelle mani di un singolo alto ufficiale, solitamente il comandante supremo delle forze armate. Il presidente della giunta o il comandante unico possono assumere la carica di capo di Stato.
In Medio Oriente e in Africa, i governi militari sono, più spesso che altrove, controllati da un'unica potente personalità e hanno spesso i caratteri di un'autocrazia, in aggiunta a quelli di una dittatura militare. Leader come Idi Amin Dada, Muʿammar Gheddafi e Gamal Abd el-Nasser hanno cercato di alimentare il proprio culto della personalità, diventando l'emblema stesso della nazione sia all'interno che all'esterno dei loro paesi.

## Costituzione
La maggior parte delle dittature militari è sorta a seguito di un colpo di Stato che ha rovesciato il precedente regime. Un'eccezione significativa è costituita dal regime di Saddam Hussein in Iraq, cominciato come Stato a partito unico, dominato dal Partito Ba'th, e successivamente evolutosi gradualmente in una dittatura militare, con i leader che indossavano l'uniforme e quadri militari sempre più coinvolti in tutte le mansioni amministrative (anche se molti di loro erano dei civili che non avevano mai svolto una carriera militare nelle forze armate dell'Iraq).
Nel passato le giunte militari hanno spesso cercato di legittimare la presa del potere con l'intento di portare stabilità politica alla nazione "salvandola" dalla minaccia di "pericolose ideologie". Nell'America Latina è stato spesso usato l'argomento della minaccia da parte del comunismo o del capitalismo, mentre in Medio Oriente è stato usato il desiderio ad opporsi ad Israele o, più recentemente, al fondamentalismo islamico.
Come detto, America Latina, Africa e Medio Oriente sono state teatro di dittature militari con maggior frequenza rispetto agli altri Continenti. Una delle ragioni di ciò risiede probabilmente nel fatto che nei paesi di queste aree in seno alle forze armate si riscontra una coesione e una strutturazione interna tradizionalmente più forti rispetto a quelle delle istituzioni civili.
A partire dagli anni novanta il numero di paesi retti da dittature militari si è progressivamente ridotto. Fra le ragioni di questo fenomeno si può citare la maggior difficoltà a raccogliere una legittimazione internazionale ed il fatto che molte aristocrazie militari, che avevano governato con pochissimo successo negli ultimi decenni, sono ora poco inclini a farsi coinvolgere in dispute politiche. Inoltre la fine della guerra fredda e la dissoluzione dell'Unione Sovietica hanno tolto a molti regimi il pretesto di agitare la minaccia del comunismo come giustificazione delle proprie azioni o come espediente per chiedere aiuti da altri paesi.
Si è quindi assistito, soprattutto in America Latina, alla transizione da regimi militari a governi democratici. Per contro in Medio Oriente, regimi come quello siriano e quello egiziano, che erano sicuramente da annoverare fra le dittature militari, si sono gradualmente evoluti verso forme diverse di dispotismo.

## Esercizio del governo
I regimi militari tendono ad autodefinirsi "non-partisan", ossia neutrali rispetto ai partiti del precedente regime rovesciato, e in quanto tali in grado di garantire una leadership provvisoria in periodi di instabilità e turbolenza; spesso, inoltre, si sforzano di dipingere i politici civili come corrotti ed incompetenti. Una delle misure che le dittature militari adottano quasi sempre è la proclamazione della legge marziale, ovvero dello stato di emergenza permanente.
Sebbene vi siano state eccezioni, solitamente i regimi militari dimostrano poco rispetto per i diritti umani e sono disposti ad usare qualsiasi mezzo pur di ridurre al silenzio gli oppositori politici.
Inoltre un regime militare spesso abbandona il potere solo sotto la pressione di una rivolta popolare già in corso oppure imminente, anche se in diversi casi i militari hanno ceduto democraticamente il potere tramite plebiscito o convocando libere elezioni.

## Stati attualmente retti da dittature militari
- Corea del Nord - Partito del Lavoro di Corea (dal 1994 con l'introduzione del sistema militarista del Songun)[1]
- Mali - Assimi Goita, a seguito di un colpo di Stato in Mali del 2021, depone Bah Ndaw e si proclama contestualmente Presidente della Repubblica ad interim
- Birmania - dal colpo di Stato in Birmania del 2021
- Ciad - instaurazione nel 2021 di un Consiglio militare di transizione a seguito dell'uccisione del Presidente della Repubblica Idriss Déby da parte di ribelli del FACT
- Guinea - Mamady Doumbouya, presidente ad interim a seguito del golpe militare del 2021
- Sudan - Abdel Fattah Abdelrahman Burhan, con il golpe militare del 2021 ha instaurato un regime militare, andando a sostituire il Consiglio Sovrano, organo civile-militare a sua volta al potere dal 2019
- Burkina Faso - Ibrahim Traoré, presidente a seguito del colpo di Stato militare del settembre 2022
- Gabon - Brice Clotaire Oligui Nguema, presidente a seguito del colpo di Stato del 2023 che depone Ali Bongo Ondimba appena eletto presidente per un terzo mandato, ponendo fine al potere della famiglia Bongo durato 56 anni.
- Niger - Abdourahamane Tchiani, salito al potere a seguito del colpo di Stato del 2023.

## Stati il cui attuale leader è salito al potere a seguito di un colpo di Stato
Diversi Paesi non sono formalmente dittature militari, ma il capo di Stato o di governo che ha ottenuto tale carica attraverso un golpe militare o una guerra civile, è ancora al potere:
- Guinea Equatoriale - Teodoro Obiang Nguema Mbasogo è al potere dal colpo di Stato del 1979
- Uganda - Yoweri Museveni è al potere dalla sua vittoria nel 1986 della guerra civile in Uganda
- Eritrea - Isaias Afewerki è al potere dalla sua vittoria nel 1991 della guerra d'indipendenza dell'Eritrea
- Rep. del Congo - Denis Sassou Nguesso è al potere dalla sua vittoria nel 1997 della guerra civile nella Repubblica del Congo
- Egitto - Abdel Fattah al-Sisi è al potere dal colpo di Stato del 2013

## Stati che in passato sono stati governati da dittature militari

### Africa
- Algeria - Houari Boumédiène (1965-1976); Supremo Consiglio di Sicurezza (1992-1994)
- Burkina Faso - Sangoulé Lamizana (1966-1978); Saye Zerbo (1980-1982); Blaise Compaoré (1987-2014); Gilbert Diendéré (2015)
- Burundi - Michel Micombero (1966-1972); Jean-Baptiste Bagaza (1976-1987); Pierre Buyoya (1987-1993)
- Repubblica Centrafricana - Jean-Bédel Bokassa (1966-1976); André Kolingba (1981-1985); Michel Djotodia (2013-2014)
- Ciad - Félix Malloum (1975-1982); Hissène Habré (1982-1990);
- Repubblica del Congo - Marien Ngouabi (1968-1977); Denis Sassou Nguesso (1970-1979)
- Repubblica Democratica del Congo - Mobutu Sese Seko (1965-1997)
- Egitto - Muhammad Naguib (1953-1954) - Gamal Abd el-Nasser (1954-1970) - Anwar al-Sadat (1970-1978) - Moḥammed Ḥoseyn Ṭanṭāwī (2011-2012); Abdel Fattah al-Sisi (2013-2014)
- Etiopia - Derg, Aman Mikael Andom (1974); Tafari Bante (1974-1977); Menghistu Hailé Mariàm (1977-1991)
- Gambia - Yahya Jammeh (1994-1996)
- Ghana - Governo militare provvisorio (1966-1969); Ignatius Kutu Acheamphong (1972-1979); Jerry Rawlings (1981-1993)
- Guinea - Lansana Conté (1984-1991)
- Guinea-Bissau - Manuel Serifo Nhamadjo (2012-2014)
- Guinea Equatoriale - Francisco Macías Nguema (1968-1979); Teodoro Obiang Nguema Mbasogo (1979-1987)
- Liberia - Samuel Kanyon Doe (1980-1990)
- Libia - Muʿammar Gheddafi (1969-2011)
- Madagascar - Gabriel Ramanantsoa (1972-1975)
- Mauritania - Governo militare provvisorio (1978-1984); Ely Ould Mohamed Vall (2005-2007)
- Niger - Seyni Kountché (1974-1989); Ibrahim Baré Maïnassara (1996-1999)
- Nigeria - Yakubu Gowon (1966-1976); Olusegun Obasanjo (1976-1979); Ibrahim Babangida (1984-1993); Sani Abacha (1993-1999)
- Sierra Leone - Valentine Strasser (1992-1996)
- Somalia - Mohammed Siad Barre (1969-1991); (in seguito alcune aree risultano governate di fatto da milizie paramilitari)
- Sudan - Ibrahim 'Abbud (1958-1964); Ja'far al-Nimeyri (1969-1985); Omar Hasan Ahmad al-Bashir (1989-1993)
- Togo - Gnassingbé Eyadéma (1967-2005)
- Tunisia - Zine El-Abidine Ben Ali (1987-2011)
- Uganda - Idi Amin Dada (1971-1979); Bazilio Olara-Okello (1985); Tito Okello (1985-1986)

### America
- Argentina - José Félix Uriburu (1930-1932); Pedro Pablo Ramírez (1943-1944); Edelmiro J. Farrell (1944-1946); Eduardo Lonardi (1955); Pedro E. Aramburu (1955-1958); Juan Carlos Onganía (1966-1971); Roberto M. Levingston (1971); Alejandro A. Lanusse (1971-1973); Jorge Rafael Videla (1976-1981); Roberto Eduardo Viola (1981); Leopoldo Galtieri (1981-1982); Reynaldo Bignone (1982-1983)
- Bolivia - René Barrientos Ortuño (1964-1966); Juan José Torres (1970-1971); Hugo Banzer Suárez (1971-1978)
- Brasile - Giunta militare del 1930; Getúlio Vargas (1930-1945); Castelo Branco (1964-1967); Costa e Silva (1967-1969); Giunta militare del 1969; Emílio Garrastazu Médici (1969-1974); Ernesto Geisel (1974-1979); João Figueiredo (1979-1985)
- Cile - Augusto Pinochet (1973-1990)
- Colombia - Gustavo Rojas Pinilla (1953-1957)
- Costa Rica - Federico Tinoco Granados (1917-1919)
- Cuba - Alberto Herrera y Franchi (1933); Fulgencio Batista (1940-1944;1952-1959)
- Ecuador - Guillermo Rodríguez Lara (1972-1976)
- El Salvador - Maximiliano Hernández Martínez (1931-1944); Salvador Castaneda Castro (1944-1948); Óscar Osorio (1948-1956); José María Lemus (1956-1960); José Napoleón Duarte (1972-1989)
- Guatemala - Jorge Ubico (1931-1944); Carlos Castillo Armas (1954-1957); Efraín Ríos Montt (1982-1983)
- Grenada - Hudson Austin (1983)
- Haiti - François Duvalier (1957-1971); Raoul Cédras (1991-1994)
- Honduras - Oswaldo López Arellano (1963-1971, 1972-1975)
- Messico - Victoriano Huerta (1913-1914)
- Nicaragua - Anastasio Somoza García (1932-1956); Luis Somoza Debayle (1956-1963)
- Panama - Omar Torrijos (1968-1981); Manuel Noriega (1983-1989)
- Paraguay - Serie di governi militari provvisori (1940-1948); Alfredo Stroessner (1954-1989)
- Perù - Manuel A. Odría (1948-1956); Juan Velasco Alvarado 1968-1975); Francisco Morales Bermúdez (1975-1980)
- Repubblica Dominicana - Rafael Leónidas Trujillo (1930-1961); Giunte militari (1962-1963 e 1963-1965); Héctor García Godoy (sotto l'influenza dell'Esercito Americano) (1965-1966)
- Suriname - Dési Bouterse (1980-1988)
- Uruguay - Juan María Bordaberry (1973-1976); Alberto Demicheli (1976); Aparicio Méndez (1976-1981); Gregorio Álvarez (1981-1985)
- Venezuela - Carlos Delgado Chalbaud (1948-1950); Marcos Pérez Jiménez (1952-1958); Wolfgang Larrazábal (1958)

### Asia
- Bangladesh - Ziaur Rahman (1977-1981); Hossain Mohammad Ershad (1982-1990)
- Birmania - Ne Win (1962-1988); Saw Maung (1988-1992); Than Shwe (1992-2011)
- Repubblica di Cina/Taiwan- Yuan Shikai (1912-1915); Chiang Kai-shek (1928-1949); Li Zongren (1949-1950); Chiang Kai-shek (1950-1975); Yen Chia-kan (1975-1978); Chiang Ching-kuo (1978-1988), Lee Teng-hui (1988-1991)
- Corea del Sud - Park Chung-hee (1961-1963)
- Filippine - Ferdinand Marcos (1972-1981)
- Giappone - Fumimaro Konoe (1940-1941); Hideki Tōjō (1941-1945)
- Indonesia - Suharto (1967-1998)
- Iran - Reza Khan (1921-1925)
- Iraq - ʿAbd al-Karīm Qāsim (1958-1963); Abd al-Salam Arif (1963-1966); Abd al-Rahman Arif (1966-1968); Ahmed Hasan al-Bakr (1968-1979); Saddam Hussein (1979-2003)
- Siria- Husni al-Za'im (1949); Sami al-Hinnawi (1949); Adib al-Shishakli (1951; 1953-1954); Fawzi Selu (1951-1953); 'Izzat al-Nuss (1961); Lu'ayy al-Atassi (1963); Amin al-Hafiz (1963-1966); Nur al-Din al-Atassi (1966-1970); Hafiz al-Assad (1971-1972)
- Maldive - Maumoon Abdul Gayoom (1978-2008)
- Pakistan - Ayyub Khan (1958-1969); Yahya Khan (1969-1971); Muhammad Zia-ul-Haq (1977-1988); Pervez Musharraf (1999-2008)
- Thailandia - Plaek Phibunsongkhram (1938-1944, 1948-1957); Sarit Thanarat (1958-1963); Prayut Chan-o-cha (2014-2019)
- Turchia - Cemal Gürsel (1960-1966); Kenan Evren (1980-1982)
- Vietnam del Sud - Dương Văn Minh (1963-gen 1964, feb-ago 1964, set-ott 1964); Nguyễn Khánh (gen-feb 1964, ago 1964); Phan Khắc Sửu (1964-1965);  Nguyễn Văn Thiệu (1965-1967);
- Yemen del Nord - ʿAbd Allāh al-Sallāl (1962-1967); Ibrahim al-Hamdi (1974-1977); Ahmad al-Ghashmi (1977-1978); Abdul Karim Abdullah al-Arashi (1978); 'Ali 'Abd Allah Saleh (1978-1982)
- Yemen - 'Ali 'Abd Allah Saleh (1990-2012)

### Europa
- Cipro - Nikos Sampson (1974)
- Georgia - Tengiz Kitovani e Jaba Ioseliani (1992)
- Grecia - Geōrgios Zōitakīs (1967-1972); Geōrgios Papadopoulos (1972-1973); Phaedon Gizikis (1973-1974)
- Polonia - Józef Piłsudski (1926-1935); Wojciech Jaruzelski (1981-1989)
- Portogallo - José Mendes Cabeçadas (1926); Manuel Gomes da Costa (1926); António Óscar Carmona (1926-1928); António de Oliveira Salazar (1928-1970)
- Romania - Ion Antonescu (1940-1944)
- Russia - Aleksandr Vasil'evič Kolčak (1918-1920)
- Spagna - Miguel Primo de Rivera (1923-1930); Francisco Franco (1936-1975)
- Ungheria - Miklós Horthy (1920-1944); Ferenc Szálasi (1944-1945)

### Oceania
- Figi - Sitiveni Rabuka (1987-1992); Frank Bainimarama (2006-2014)